# Schoenherria maculosa
Schoenherria maculosa är en skalbaggsart som beskrevs av Brenske 1896. Schoenherria maculosa ingår i släktet Schoenherria och familjen Melolonthidae. Inga underarter finns listade i Catalogue of Life.